# حلبة المجر
حلبة المجر أو هنغارورينغ (بالإنجليزية: Hungaroring) هي حلبة لسباق السيارات بالقرب من بلدة موغيرود بالقرب من بودابست ، المجر، وتستضيف سباق الجائزة الكبرى المجري للفورمولا واحد إضافة إلى عدد آخر من مسابقات رياضة السيارات والرياضات آلية. في عام 1986  ، أصبح موقع أول سباق للجائزة الكبرى للفورمولا واحد في مايعرف بمنطقة وراء الستار الحديدي . قررت الحكومة بناء حلبة جديدة خارج المدينة بالقرب من طريق سريع رئيسي. بدأت أعمال البناء في 1 أكتوبر 1985. واستكمل البناء في ثمانية أشهر . وأقيم السباق الأول في 24 مارس 1986 في ذكرى يانوس دربال أول مجري يفوز بسباق الجائزة الكبرى للدراجات النارية.
يبلغ طول مسار الحلبة 4.381 كيلومتربمجموع 16 منعطفا وأجري أول تغيير في تخطيط المسار في عام 1989 ، عندما تم إزالة الغالط بعد المنعطف الثالث . وشهد عام 2003 إطالة المسار المستقيم بعد المنعطف الأول بنحو 200 متر (660 قدم) ، وزيادة حدة المنعطف في نهايته أيضا وذلك في محاولة لتسهيل مزيد من فرص التجاوز، وكذلك زيادة حدة المنعطف رقم 13.

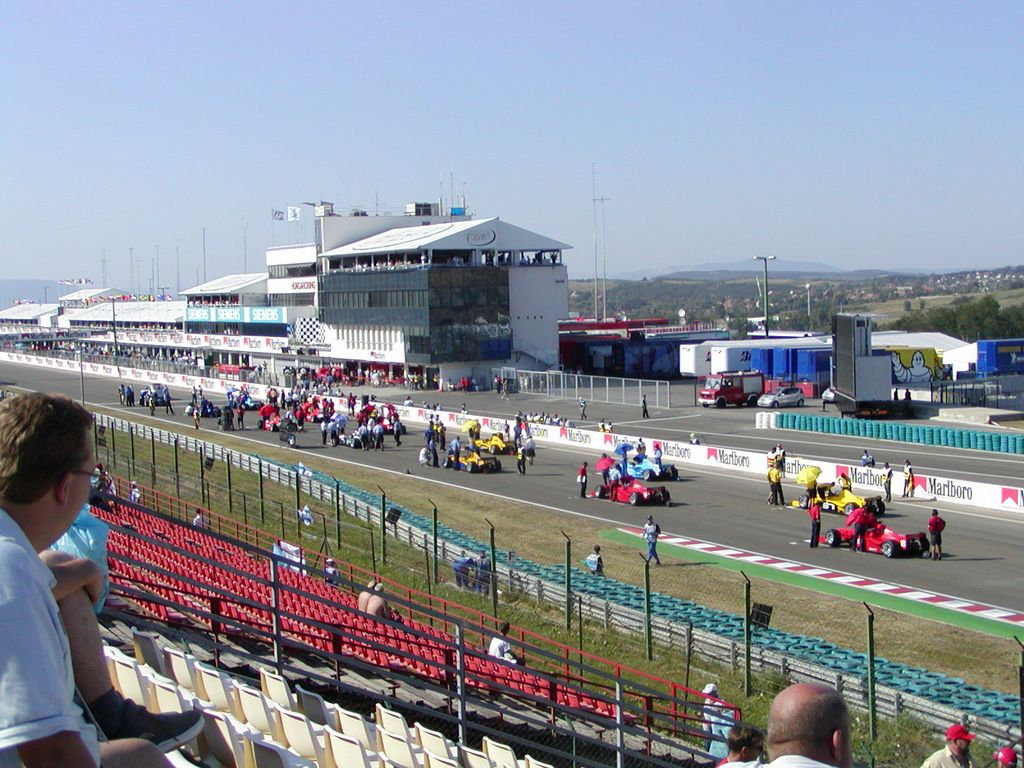
شبكة البدء في سباق الجائزة الكبرى المجري 2003